# Betylobraconinae
Betylobraconinae (лат.) — подсемейство паразитоидных наездников из семейства Braconidae надсемейства Ichneumonoidea отряда Перепончатокрылые.

## Классификация
Выделяют три трибы. Статус подсемейства оспаривается. Betylobraconinae были выделены на основании своеобразного строения передних ног (van Achterberg, 1995).

## Список родов
- Триба Aulosaphobraconini Belokobylskij & Long, 2005[1]
  - Род Aulosaphobracon Belokobylskij & Long, 2005
    - Aulosaphobracon capitatus Belokobylskij & Long, 2005
- Триба Betylobraconini
  - Род Betylobracon Tobias, 1979[3]
    - Betylobracon waterhousei Tobias, 1979

  - Род Mesocentrus Szépligeti, 1900[4]
    - Mesocentrus crassipes Szépligeti, 1900

  - Род Promesocentrus van Achterberg, 1995
    - Promesocentrus tricolor van Achterberg, 1995[2]
- Триба Planitorini
  - Род Planitorus van Achterberg, 1995
    - Planitorus breviflagellaris Van Achterberg, 1995[2]